# 白腹秧雞
白腹秧雞，又名白胸苦惡鳥、苦雞母、田雞仔、紅尻川仔、白面仔、補鑊鳥（臺灣客家語四縣腔：buˋ vog diauˊ），是秧雞科苦恶鸟属中的一種水鳥，该物种的模式产地在斯里兰卡。繁殖棲息於亞洲南部的沼澤、池塘、溝渠和河岸，從印度、斯里蘭卡橫跨到中國南部和印度尼西亞，身長約32公分，在上述地區皆為留鳥，築巢在沼澤植被的乾燥地點，一巢約6至7個蛋。

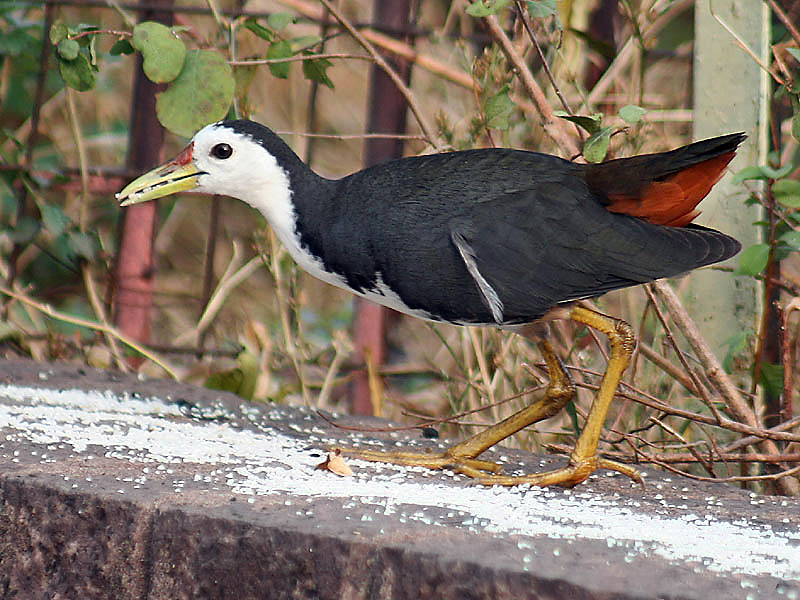
於印度,中央邦,博帕爾

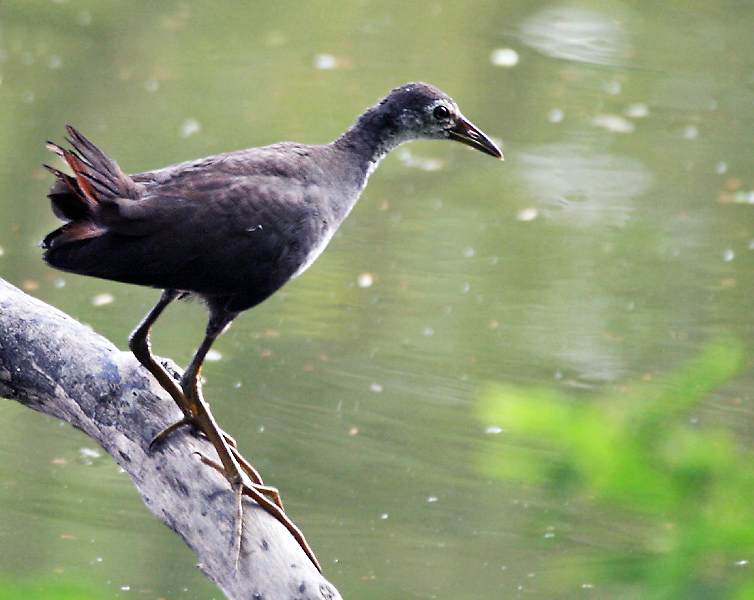
亞成鳥於印度,西孟加拉邦，加爾各答

## 特征
從臉部脖子到胸部皆為白色，而下腹部和尾下覆羽則為紅褐色，有長腳趾、短尾巴而嘴和腳皆為黃色，身體兩側則稍為扁平使得更容易穿越蘆葦和矮樹叢。公母鳥外型相似但亞成鳥就較為灰褐色，雛鳥則為和其它秧雞科雛鳥一樣是黑色。
白腹秧雞以嘴喙在泥巴、淺水灘中找尋食物或直接目視啄食，也在地上、低灌木和小樹叢裡找尋食物，主要吃昆蟲、小魚和種子。
許多秧雞科鳥類習性是相當隱密的，但白腹秧雞則常大方出現，在清晨和黃昏時會發生"苦啊苦啊"大叫聲。

## 亚种
- 白腹秧雞普通亚种（学名：Amaurornis phoenicurus chinensis）。在中国大陆，分布于华南、广东、河南、陕西、甘肃、河北、山西、山东等地。该物种的模式产地在中国。[4]

## 圖片集

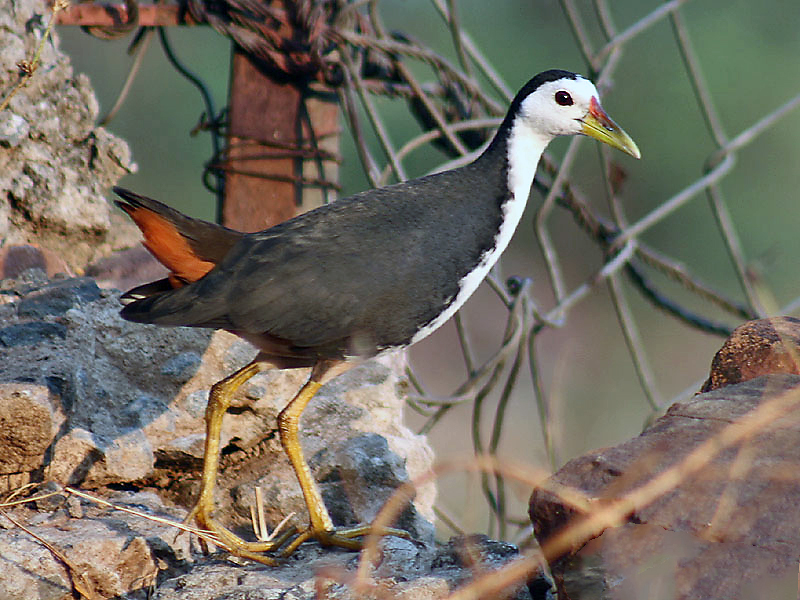
於印度,中央邦,博帕爾
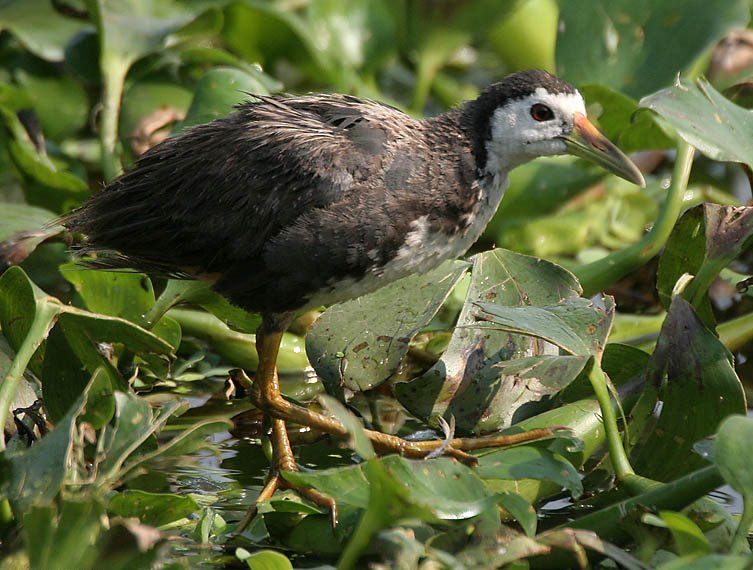
於印度,西孟加拉邦,加爾各答
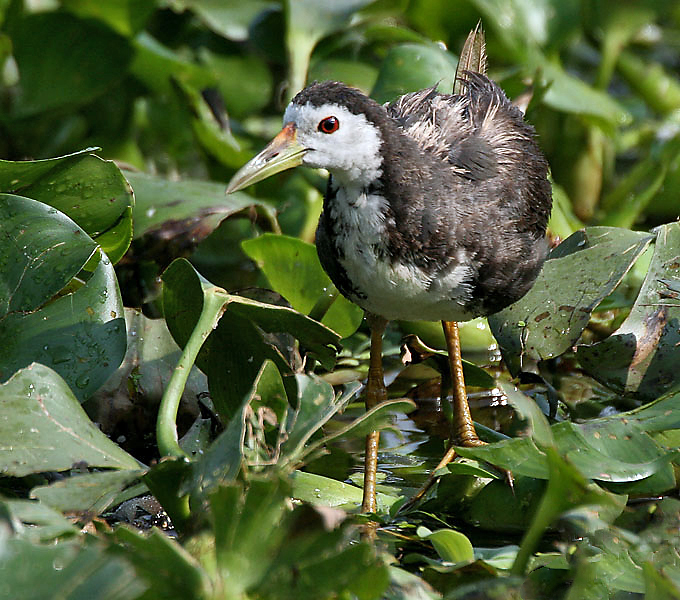
於印度,西孟加拉邦,加爾各答
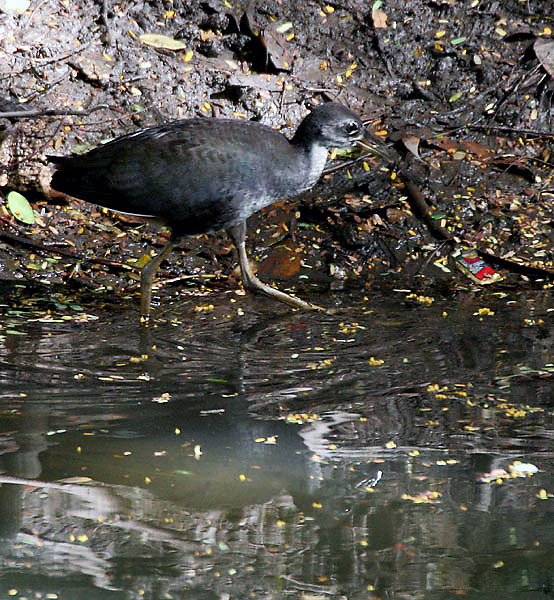
亞成鳥於印度,西孟加拉邦,加爾各答
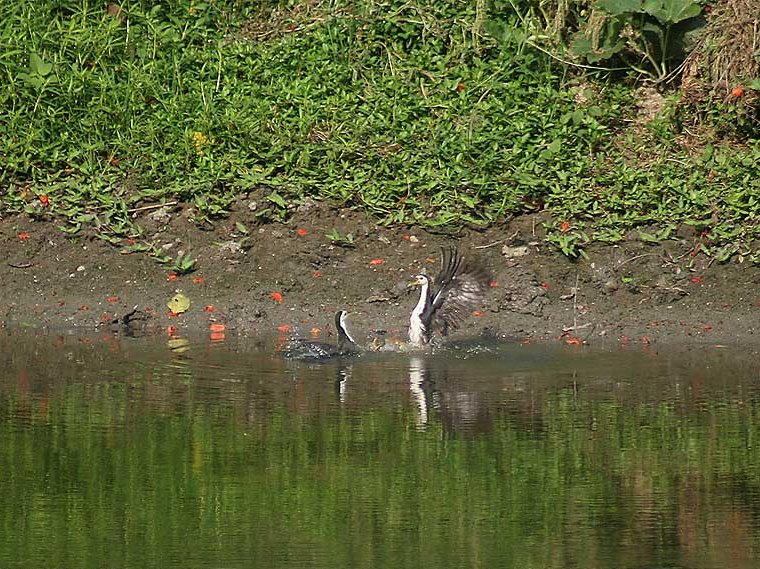
兩鳥打鬥於印度,西孟加拉邦,加爾各答

### 腳註
1. ↑  BirdLife International. . The IUCN Red List of Threatened Species 2016.   [1 October 2016] （英语）. 資料庫資料包含說明此物種被編入無危級別的原因
2. 1 2  中国科学院动物研究所. . 《中国动物物种编目数据库》. 中国科学院微生物研究所.   [2009-04-04]. （原始内容存档于2016-03-05）.
3. ↑  教育部國語推行委員會、教育部《臺灣客家語常用詞辭典》編輯委員會. . 中華民國教育部. 2008年05月  [2021-11-05] （中文（臺灣））. []
4. ↑  中国科学院动物研究所. . 《中国动物物种编目数据库》. 中国科学院微生物研究所.   [2009-04-04]. （原始内容存档于2016-03-05）.

### 文獻
- 資料庫資料包含解釋為何此物種為最低關注
- Birds of India by Grimmett, Inskipp and Inskipp, ISBN 0-691-04910-6
- White-breasted Waterhen （页面存档备份，存于） 新加坡雙溪布洛濕地保護區白腹秧雞網頁.
- 白胸苦惡鳥(Amaurornis phoenicurus)鳴聲 （页面存档备份，存于）香港觀鳥會鳥鳴集